# يهودي كاره لنفسه

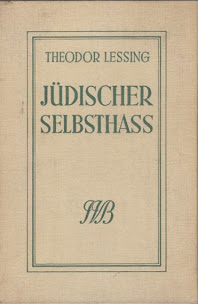

اليهودي الكاره لنفسه هو مصطلح تحقيري يستخدم للادعاء بأن يهوديًا يحمل مشاعر معادية للسامية أو مُشترك في أفعال معادية للسامية. ذاع صيت هذه العبارة بعد نشر ثيودور ليزنج لكتابه كراهية الذات اليهودية. الاتهامات بكراهية الذات اليهودية قد أطلقت من قبل بعض الجماعات اليهودية ضد بعضها البعض قبل وجود الصهيونية كحركة.

## استخدامات
وصف رئيس الوزراء الإسرائيلي بنيامين نتنياهو اثنين من مساعدي الرئيس الأمريكي باراك أوباما هما رام إدموند، وديفيد أكسيلورد بأنهم يهود كارهين لنفسيهما. كما وصف وزير المالية الإسرائيلي وفال شتانتز القاضي الجنوب إفريقي ريتشارد غولدستون بأنه «معاد للسامية من النوع الذي يمقت ويكره شعبه».

## هوامش ومراجع
1. ↑  بالألمانية: Der Jüdische Selbsthass
2. ↑  جيوش محاربة "مناهضي السامية اليهود" الغد، ولوج في 10-7-2010 نسخة محفوظة 14 يوليو 2014 على موقع واي باك مشين.
3. ↑  يجب الوقوف بقوة وراء تقرير جولدستون الاقتصادية، ولوج في 10-7-2010 نسخة محفوظة 04 مارس 2016 على موقع واي باك مشين.